# 交響曲第8番 (ドヴォルザーク)
交響曲第8番 ト長調 作品88, B. 163 は、アントニン・ドヴォルザークが作曲した交響曲。かつては出版順により『交響曲第4番』と呼ばれていたほか、『イギリス』という愛称で呼ばれることもあった（下記を参照）。

## 概要
本作は、1889年の8月から11月にかけてボヘミアのヴィソカにて作曲されているが、『第7番 ニ短調』（作品70, B. 141）以前の交響曲にはヨハネス・ブラームスの影響が強く見られ、また『第9番 ホ短調《新世界より》』（作品95, B. 178）では、アメリカ滞在のあいだに聴いた音楽から大きく影響を受けているため、本作は「チェコの作曲家」ドヴォルザークの最も重要な作品として位置づけることができる。ボヘミア的なのどかで明るい田園的な印象が特徴的で、知名度の点では第9番『新世界より』には及ばないものの、第7番などと同様に人気のある交響曲である。
初演は1890年2月2日にプラハにて、作曲者の指揮の下、プラハ国立歌劇場管弦楽団によってプラハ国立歌劇場で行われた。

## 出版の経緯と愛称
ドヴォルザークは全ての作品をジムロック社から出版する契約を結んでいたが、ジムロック社は低い作曲料を上げようとせず、また小品ばかり要求し（本作の作曲の際も1000マルクしか支払おうとしなかった）、『交響的変奏曲 ハ長調』（作品78, B. 70）や『弦楽五重奏曲第2番 ト長調』（作品77, B. 49）、『交響曲第5番 ヘ長調』（作品76, B. 54）などでは、彼の意向を無視した作品番号を勝手に付与していたため、ドヴォルザークは契約を一方的に破棄して、イギリスのロンドンにあるノヴェロ社からこの作品を出版した。そのため、かつては『イギリス』という愛称で呼ばれることもあったが、音楽の内容はイギリスというよりもむしろチェコであり、近年は『イギリス』と呼ばれることはほとんど無くなった。

## 楽器編成
- フルート2（第1楽章の冒頭、11小節と1拍分のみピッコロ持ち替え）
- オーボエ2（第1楽章の再現部、2小節半のみコーラングレ持ち替え）
- クラリネット2
- ファゴット2
- ホルン4
- トランペット2
- トロンボーン3
- チューバ
- ティンパニ
- 弦五部

## 曲の構成
全4楽章、演奏時間は約35～40分。第1楽章の展開部の入り（提示部が繰り返されるかのように始まりながら、展開されていく）、再現部の入り（提示部とは明らかに違った形で始まる）の処理、第4楽章が変奏曲であること、主調が平行調の関係にあることなど、形式面で、ブラームスの『交響曲第4番 ホ短調』との共通性が見られるのは興味深い。
- 第1楽章 アレグロ・コン・ブリオ
ト長調、4分の4拍子、自由なソナタ形式。

ト短調による序奏部で開始される。このト短調の序奏部はこの後も2度にわたって再現されるため、第1主題の一部という解釈も存在するが、楽想が完全に独立していることと調性が違うことから序奏とみる説もある。フルートに導かれて明るい第1主題が主調のト長調で現れる。第2主題はロ短調で木管を中心に現れる。小結尾主題も力強く明るい。第7番と同様に、この提示部にも反復の指定は無い。再びト短調の序奏がウン・ポコ・メノ・モッソで現れ、展開部に入る。第1主題を中心に劇的に展開され、クライマックスを形成していく。その頂点で序奏が回帰し再現部へ入る。第1主題は提示部と同じように木管に現れるがほとんど発展せずに第2主題部へ移行し、小結尾もほぼ型どおりに再現される。そのまま劇的なコーダへなだれ込み、テンションを維持したまま曲を閉じる。

- 第2楽章 アダージョ
ハ短調、4分の2拍子、自由な三部形式。

主部は弦楽による主要主題で始まり、木管楽器との対話によって発展する。中間部はハ長調に転じ、フルートとオーボエのソロの後にヴァイオリンのソロが現れる。コーダでは中間部が回想される。ところどころ激しく感情的な部分があるが、最後はハ長調で静謐におわる。ドヴォルザークらしい独創性に富んだ楽章である。

- 第3楽章 アレグレット・グラツィオーソ - モルト・ヴィヴァーチェ
ト短調、8分の3拍子 - 4分の2拍子、三部形式。

全曲中最も有名な楽章であり、3拍子の舞曲で、スケルツォではなくワルツ風である。中間部の旋律はオペラ『がんこな連中（英語版）』（作品17, B. 46）から採られたものであり、4分の2拍子によるト長調の力強いコーダ部もまた同じ素材を元にしている。

- 第4楽章 アレグロ・マ・ノン・トロッポ
ト長調、4分の2拍子、自由な変奏曲形式。

全体は主題と18の変奏からなるが、ブラームスの第4番の終楽章を参考にしたらしく、全体はソナタ形式風のものにまとめられている。トランペットによるファンファーレの導入のあと、ティンパニのソロがあり、チェロによって主題が静かにゆっくりと提示される。ゆっくりのままで何度か変奏されたのち、次は力強く速く変奏される。ここではホルンのトリルが特徴的である。第4変奏が終わり、短い経過句の後、第2主題に相当するハ短調の第5変奏が始まる。しばらくはこの主題を元に激しく展開し、短い展開部を経て、導入のファンファーレが戻ると再現部に相当する部分に入る。提示部の主題と同じく穏やかな気分で変奏が行われ、しばらくして休符があると、輝かしいコーダに入る。

## 備考
新潟大学准教授の宇野哲之は、第4楽章はボヘミア独立の英雄を描いており、チェロで奏される第1主題が英雄の勇気と慈悲を表すテーマ、第2主題はメフテルの形式からなっており、これは当時「トルコ軍楽隊」と呼ばれていたオーストリア軍楽隊、すなわちボヘミアを支配していたハプスブルク帝国を表しているという説を発表している。